# Gemixystus leptos
Gemixystus leptos is een slakkensoort uit de familie van de Muricidae. De wetenschappelijke naam van de soort is voor het eerst geldig gepubliceerd in 1995 door Roland Houart.
De soort komt voor in de Koraalzee bij Queensland (Australië) tot de Chesterfieldeilanden van Nieuw-Caledonië.